# Kaffraria (Schiff, 1864)
Die SS Kaffraria war ein britisches Frachtschiff im Besitz von Bailey & Leetham aus Hull, England. Es wurde 1864 für die Reederei Ryrie & Company in London von der Werft Laing & Son, Ltd., Sunderland, England, erbaut. Ryrie & Company verkaufte das Schiff 1871 an die Reederei Bailey & Leetham.
Der Name Kaffraria bezog sich auf ein zur britischen Kapkolonie gehörendes Gebiet zwischen Britisch-Kaffraria, den Distrikten Queenstown und Wodehouse, Basutoland, der Kolonie Natal und dem Indischen Ozean.

## Das Schiff
Zunächst wurde das Schiff mit 872 BRT registriert, dieser Wert wurde jedoch 1873 nach einer Verlängerung des Schiffs auf 1039 BRT erhöht. Das Schiff war 72 Meter lang, hatte eine Breite von 8,8 Meter und einen Tiefgang von 4,9 Meter. Es war ein Ein-Schrauben-Schoner aus Eisen mit einem Deck auf zwei Ebenen, fünf Schotten, einem Welldeck und einem Doppelboden achtern. Es hatte eine Vierzylinder-Dampfmaschine, die 90 PS (67 Kilowatt) leistete. Die Maschine war von den Humber Iron Works in Hull gebaut worden. 1883 wurden die Dampfkessel ersetzt. Die Lloyds-Register-Code-Buchstaben des Schiffs waren WFVQ und seine Registernummer war 49917.

## Das Schicksal des Schiffes
Unter dem Kommando von Kapitän W. Barron lief die Kaffraria am 7. Januar 1891 in der Elbe bei Otterndorf auf Grund. Das Schiff hatte eine Ladung allgemeiner Export-Konsumgüter wie Küchenutensilien, Kinderspielzeug, Wollbündel, Handwerkzeuge und Haushaltsgeräten an Bord. Diese wertvolle Fracht wurde sehr schnell von den Küstenanwohnern geplündert. Einen Tag später, am 8. Januar, sank das Schiff. Da das Wrack im Laufe der Zeit eine Gefahr für die Schifffahrt darstellte, wurde es 1984 entfernt. Der Heckteil des Schiffes mit dem Ruder und der Schraube ist heute als Denkmal am Strand in Otterndorf zu sehen.

## Legende
Laut einer Erzählung aus Otterndorf soll eine verirrte Kugel eines Mitgliedes des Hadler Schützencorps, das heimlich auf dem Deich übte, die Schiffsschraube der SS Kaffraria getroffen haben, die gerade am Otterndorfer Außendeich vorbei fuhr. Durch den Schuss wurde das Schiff manövrierunfähig und lief mit voller Wucht auf dem Medemsand auf. Der Bug wurde dabei aufgerissen, so dass das Wasser eindringen konnte und das Schiff in Schieflage geriet. Der aufkommende Nordweststurm besiegelte dann sein Schicksal. Die Ladung wurde nach und nach aus dem Schiff gespült, vermutlich an den Außendeich in Otterndorf. Allerdings fand sich nie ein einziges Teil der Schiffsladung wieder. Zitat einer lokalen Tageszeitung: „… die wertvolle Ladung wurde zügig, wie von Geisterhand, illegal von den Anwohnern entfernt, bevor das Schiff am 8. Januar in der Elbe versank …“ Ob ein Zusammenhang bestand zwischen dem Schiffsunglück und einer drei Jahre später erfolgten großzügigen Spende, mit der eine Schützenhalle nebst einem 175 Meter langen Schießstand gebaut werden konnte, ist unaufgeklärt.